# دونات آکلین
دونات آکلین (انگلیسی: Donat Acklin؛ زادهٔ ۶ ژوئن ۱۹۶۵) ورزشکار بابسلد اهل سوئیس بود.
وی در مسابقات کشوری و بین‌المللی در مجموع برندهٔ ۳ مدال طلا، ۳ مدال نقره، ۱ مدال برنز شده‌است.